# Shari Lewis
Shari Lewis, właściwie Sonia Phyllis Hurwitz (ur. 17 stycznia 1933, zm. 2 sierpnia 1998) – amerykańska brzuchomówca i lalkarka, prowadząca programy telewizyjne dla dzieci. Szerokiej publiczności znana jako kreatorka postaci Owieczki kotlecik (ang. Lamb Chop).

## Życiorys
Urodziła się w Nowym Jorku, w rodzinie żydowskiej jako Sonia Phyllis Hurtwitz. Była córką profesora Yeshiva University Abrahama Hurwitza i Anny z domu Ritz.
Zadebiutowała w 1952, wygrywając talent-show telewizji CBS, Arthur Godfrey's Talent Scouts. Zmarła w 1998 na skutek choroby nowotworowej.
Posiada swoją gwiazdę na Hollywoodzkiej Alei Gwiazd.